# Helmuth Karl Misak

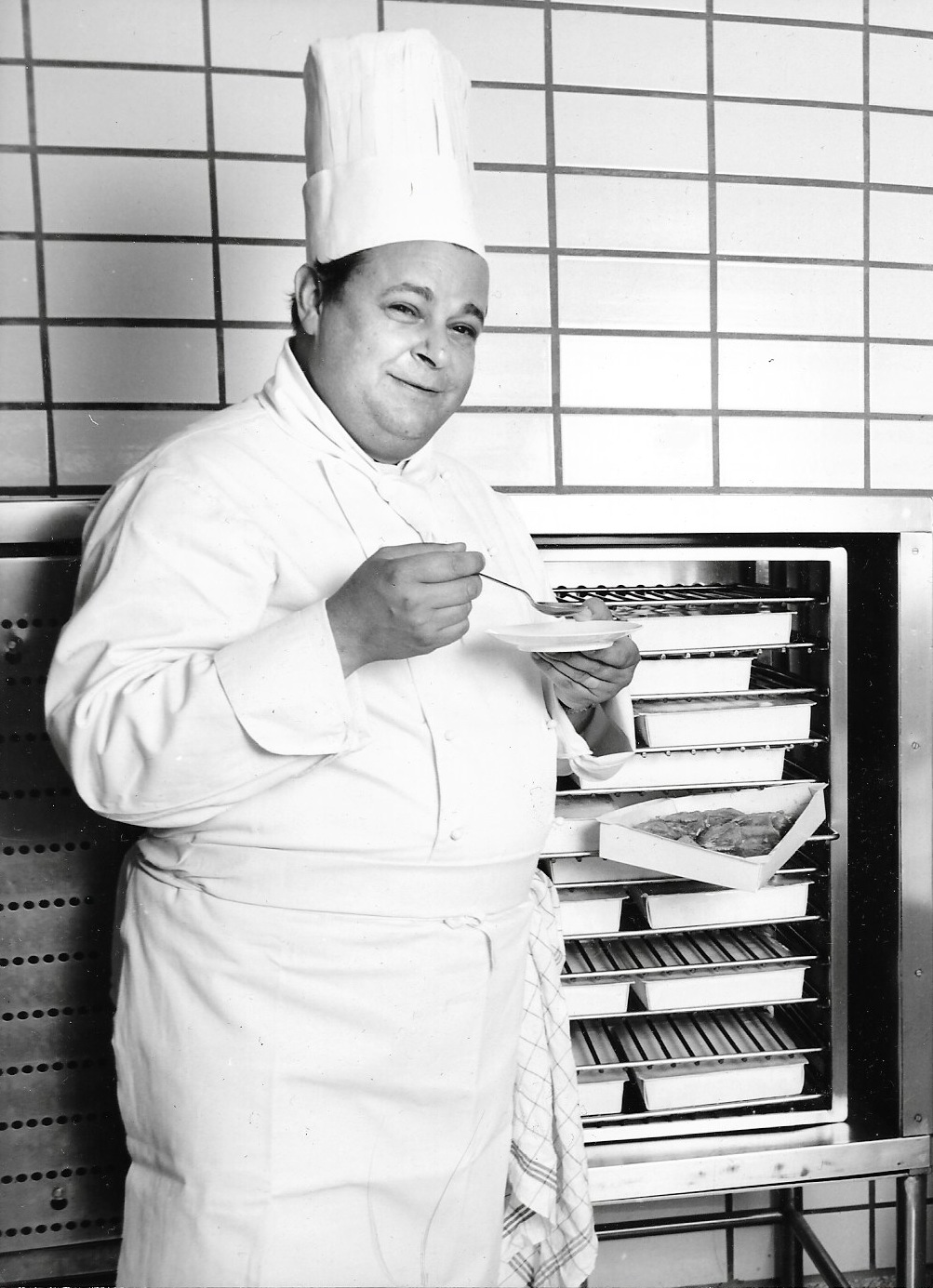
Küchenchef Helmuth Misak präsentiert seine Fertiggerichte für Werksküchen.

Helmuth Karl Misak (* 7. August 1932; † 7. Dezember 2008 in Wien) war ein österreichischer Koch, der vor allem durch seine Kochsendungen im österreichischen Fernsehen bekannt wurde. Für Misaks Küche waren neben dem guten Geschmack Wirtschaftlichkeit und Nachkochbarkeit die obersten Ziele.

## Biographie
Helmuth Misak war als Koch in der österreichischen Botschaft in London tätig, an der er anlässlich eines Empfanges einmal auch für Königin Elisabeth II. kochte, und ging dann zur britischen Botschaft in Wien. Hier traf er Franz Ruhm, der seit 1956 auch als erster österreichischer Fernsehkoch tätig war und einen Nachfolger suchte. Vom 17. Oktober 1961 bis 1977 kochte Misak in 134 Kochsendungen für den ORF. „Das Programm war ein Quotenhit.“ Von 1977 bis 1985 setzte er seine Kochtätigkeit beim ORF in der Sendereihe Häferlgucker fort – abwechselnd mit Franz Zodl und Josef Zauner. Misak erhielt für jede Kochsendung eine Aufwandsentschädigung von 900 Schillingen. Davon musste er für Lebensmittel, Geschirr und Requisite selbst aufkommen. Er bevorzugte eine Restl-Küche und nur einfache Zutaten in seinen beliebten Kochsendungen und bei sich zu Hause.
Seine Rezepte veröffentlichte er in den Zeitungen, hatte aber kein Interesse an der Publikation von Kochbüchern.
Die Firma Iglo nutzte seine Popularität zu Fernsehwerbesendungen für Spinat und Rotkraut. An der Produktentwicklung der Tiefkühlkost war er auch beteiligt.
Gemeinsam mit der österreichischen Mannschaft (Pokorny, Ernst Faseth, Nizinsky, Hans Hofer) gewann er 1964 bei der 11. Internationalen Kochkunst-Ausstellung in Frankfurt den Großen Preis in Gold und den Ehrenpreis der IKA. 1977 wurde Helmuth Misak das Goldene Ehrenzeichen des Landes Wien verliehen.

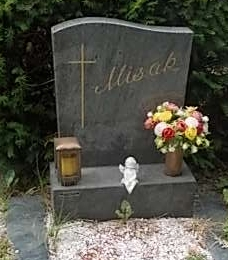
Grabmal für Helmuth Misak, Jedleseer Friedhof

In der Fernseh-Serie Kottan ermittelt am 25. Oktober 1981 spielte er sich selbst als Fernsehkoch in der Episode Die Beförderung.
Helmuth Misak wohnte in einem Gemeindebau in Floridsdorf. Er starb mit 76 Jahren an einer Lungenentzündung nach einem Oberschenkelhalsbruch. Die Beisetzung erfolgte am 30. Dezember 2008 in einem Urnengrab auf dem Jedleseer Friedhof in Floridsdorf, (Gruppe 31, Nummer 46).

## Funktionen
- 1965–1967: Vizepräsident des Verbands der Köche Österreichs
- 1968–1979: Generalsekretär des Weltbund der Kochverbände WACS/WorldChefs

## Zitat
„Für mich gab es bei den ORF-Sendungen eine Prämisse: Die Zutaten müssen für jede Frau oder jeden Mann erschwinglich und auch erhältlich sein, egal ob in einem Tiroler Bergdorf oder in der Stadt. Und: Meine Sendung war keine Kochschule, sondern sollte der Hausfrau die oft gestellte Frage: ″Was koche ich heute?″ beantworten.“